# Панталаса
Панталаса (от гръцки: Panthalassa) е хипотетичен протоокеан, който обгръща суперконтинента Пангея.
В средновековната арабска географска литература това водно пространство е наричано Обграждащото море, ал-Бахр ал-мухит. Според арабската концепция всички морета и океани, без Хазарското, са заливи на Обграждащото море.